# Залізниця Свонсі і Мамблза
Залізниця Свонсі і Мамблза (англ. Swansea and Mumbles Railway) — перша залізниця з регулярними пасажирськими перевезеннями у світі і одна з найперших залізниць у світі взагалі. На початку XX століття залізниця набула характеру приміського трамвая. Діяла вона з 1806 року до 5 січня 1960 року.

## Історія

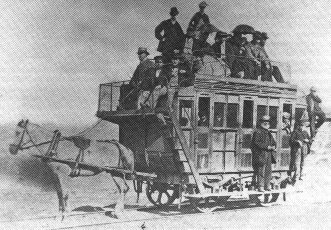
Кінно-пасажирський поїзд на залізниці Суонсі і Мамблза в XIX столітті

Будівництво залізниці між Свонсі і Ойстермаутом (Oystermouth) на півдні Уельсу було схвалено Британським парламентом в 1804 році. Будівництво залізниці розпочалося восени того ж року. Спочатку залізниця мала назву «Ойстермаутська залізниця» (Oystermouth Railway). Пізніше її перейменували на Залізницю Свонсі і Мамблза (англ. Swansea and Mumbles Railway), але в народі її називали «Мамблзький поїзд» (Mumbles Train).
Спочатку залізниця призначалася для перевезень вугілля, залізної руди і вапняку. Залізниця розпочала діяти в 1806 році. Як тяга використовувалися коні (див. конка).
В 1807 році Бенджамін Френч (Benjamin French) запропонував переобладнати вагон для перевезення пасажирів. Це була абсолютно нова на той час ідея. Фактично Бенджамін Френч був винахідником першого пасажирського поїзда.
Бенджамін Френч заплатив компанії, що володіє залізницею, 20 фунтів стерлінгів за право організувати там пасажирські перевезення. Першим днем пасажирських перевезень по залізниці в історії стало 25 березня 1807.
Хоча перший паровоз з'явився вже в 1804 році, а до 1830-х років цей транспортний засіб вже вийшов із експериментальної стадії і став широко використовуватися, на залізниці Свонсі перший паровоз з'явився тільки в 1877 році.
В 1870-х роках перевезення залізницею здійснювалися двома різними компаніями, при цьому одній компанії вдалося отримати в суді монополію на використання паровозів, в той час як друга мала право на використання тільки кінної тяги. Конкурентна боротьба доходила до того, що машиністи паровоза спеціально кидали між рейок гаряче вугілля і золу, щоб кінь конкурентів обпік собі ноги (за розкладом кінний поїзд вирушав всього через кілька хвилин після парового, і викинуте вугілля не встигало охолонути).
В 1893 році залізниця була продовжена до Саусленда (Southlend), а в 1898 році — до нового морського молу в Мамблз. Таким чином, залізниця досягла своєї максимальної довжини в п'ять з половиною миль. У тому ж 1898 році вся діяльність на залізниці була передана одній компанії, і абсурдна конкуренція закінчилася.
Початок XX століття, приблизно до 1920-х років, стало «золотим століттям» залізниці. Відпочинок на узбережжі став модною розвагою, і залізниця перевозила безліч туристів. Нерідко поїзд перевозив 1800 пасажирів за одну поїздку. На даху вагонів були влаштовані відкриті місця для пасажирів (так звані «імперіали»). Перевантажені потяги рухалися трохи швидше пішохода, і долали відстань у п'ять з половиною миль майже годину.
В 1902 році на лінії ставилися експерименти з використання самохідних електричних вагонів з акумуляторами, але акумулятори занадто швидко витрачали енергію.
В 1929 році залізниця була електрифікована. З тих пір її також часто стали називати трамваєм, так як рухомий склад мав явно трамвайну зовнішність. Були й інші особливості, наближали цю залізницю до трамвая. Вона відрізнялася невеликою протяжністю, на ній не використовувалася залізнична сигналізація (за винятком розворотних кілець), зупинки що півмилі були дуже частими для залізниці. У такому «трамвайному» вигляді залізниця пропрацювала ще 31 рік.
Під час Другої світової війни залізниця дивом не постраждала, хоча Свонсі бомбила німецько-нацистська авіація.
В 1954 році було урочисто відзначено 150-ліття залізниці. З приводу святкувань були навіть скасовані заняття в місцевих школах. Були побудовані точні копії старовинних вагонів, які використовувалися для святкових поїздок залізницею. На жаль, до середини п'ятдесятих у залізниці вже не було майбутнього: місцева адміністрація вже почала складати плани заміни трамваїв прогресивнішим, як тоді вважалося, транспортом, а саме автобусами. Принципове рішення про закриття залізниці було прийнято наприкінці 1958 року.
Останнім днем роботи залізниці стало 5 січня 1960 року. Останній трамвай вирушив зі Свонсі в Маблз о 11:52 хвилини. Його вів машиніст Френк Данкан (англ. Frank Duncan), який працював на цій залізниці з 1907 року.
Розбирання залізниці розпочалося майже відразу після того, як трамвай завершив свою останню поїздку.

## Опис мережі
На всьому своєму протязі дорога мала відособлене полотно. Велика частина дороги була одноколійною. У деяких місцях рейки були укладені буквально за півметра від прірви. Лінія практично не мала ухилів.
Зупинки були розташовані приблизно за півмилі один від одного. Рейки мали залізничний, а не трамвайний профіль.

## Рухомий склад
У ході історії на цій залізниці використовувалися найрізноманітніші види тяги: кінна, паровозна, акумуляторна, бензинова, дизельна, електрична (з живленням від контактної мережі) і навіть вітрильна.
В останні 30 років існування залізниці трамваї були двоповерховими. Вони мали як електричні, так і пневматичні гальма, а також по два мотори. Ці трамваї були одними з найбільших трамваїв з коли-небудь побудованих у Великій Британії: у кожному вагоні було 106 сидячих місць (рекорд). Всі трамваї були однотипними, часто їх об'єднували по два, так як влітку пасажиропотік був досить високим.
Всього було 15 трамваїв.
Трамваї цілком фарбувалися в червоний колір, за винятком білої поздовжньої смуги.
Як струмоприймач використовувалися пантографи, що було нетипово для Великої Британії, так як в цій країні найпоширенішим типом трамвайного струмоприймача була штанга.

## Рекорди
- Залізниця Свонсі і Маблза була першою залізницею з пасажирськими перевезеннями у світі
- Тут використовувалися наймісткіші трамваї у Великій Британії

## Можливе відновлення
Зараз обговорюється можливість будівництва у Свонсі сучасної трамвайної лінії. З 2006 року діє громадська організація Trams For Swansea за відновлення трамваю у Свонсі.